# 許家元
許家元（1997年12月24日—），生於台北市，職業圍棋棋士，現為九段，隸屬日本棋院東京本院。

## 升段過程
- 2013年4月1日-初段
- 2014年3月28日-二段（因獲得30勝）
- 2015年3月24日-三段（因獲得40勝）
- 2016年7月8日-四段（因獲得50勝）
- 2017年9月8日-七段（因打入第42期棋聖戰S循環圈直升）
- 2018年8月4日-八段（因獲得第43期碁聖頭銜直升）
- 2021年4月29日-九段（因獲得43期碁聖、59期十段兩頭銜直升）

## 圍棋生涯
7歲開始學圍棋，受程清江及陳能泉長期指導。2009年，獲台北縣長盃優勝，取得業餘七段；經陳天啟醫師資助，開始到日本學習圍棋。
2010年，在王立誠介紹下，成為高林拓二的弟子，並進入日本棋院當院生。
2012年，年底在日本棋院冬季棋士採用測試中以第一名的成績成為職業棋士。
2013年7月14日，在本因坊秀策杯中獲得優勝，時年15歲，為史上最年輕優勝者。
2014年升為二段。
2015年
- 升三段。
- 第40期新人王戰中取得優勝。
- 10月，日本阿含桐山杯決賽，不敵井山裕太，無緣冠軍。

2017年第42期棋聖戰A循環圈排名第二，獲得升入S循環圈資格，直升七段。
2018年
- 5月15日於第9届福蔭杯快棋赛，首次打入该赛事决赛，擊敗余正麒八段，獲得優勝。[3]
- 5月17日戰勝本木克彌八段，獲得第43期碁聖戰挑戰者資格，是首次獲得七大頭銜戰挑戰者資格，對手為井山裕太九段。[4]
- 8月3日第43期碁聖戰以3勝0負戰勝井山裕太九段獲得碁聖頭銜，為最年少碁聖（20歲7個月），並以5年4個月成為入段後最快取得頭銜者，直升八段。[5]

2019年
- 8月4日，在第74回本因坊秀策杯中獲得優勝，時隔6年再度獲勝。[6]
- 8月，奪下第45期天元戰挑戰權。
- 8月23日，第44期碁聖戰以2-3輸給羽根直樹九段，首次頭銜衛冕失利。
- 9月12日，首次進入本因坊戰循環圈。
- 12月18日，第45期天元戰以2-3輸給井山裕太九段，挑戰失敗。

2020年
- 9月9日，第9屆應氏盃16強。
- 12月3日，第68期王座戰以1-3輸給芝野虎丸九段，挑戰失敗。

2021年
- 4月28日，第59期十段戰以3勝2負戰勝芝野虎丸九段，獲得十段頭銜，直升九段。[7][8]
- 10月2日，第28屆日本阿含桐山杯決賽戰勝井山裕太九段，初次獲得冠軍。[9]

2022年
- 4月2日，第1屆帝警杯俊英戰以2:0戰勝芝野虎丸九段，奪得初次冠軍。
- 4月7日，第60期十段戰以3:0戰勝余正麒八段，衛冕頭銜成功。

## 主要成績

### 七大頭銜紀錄
| 頭銜 | 總計 | 年份      | 期數       |
| ---- | ---- | --------- | ---------- |
| 碁聖 | 1期  | 2018      | 第43期     |
| 十段 | 2期  | 2021-2022 | 第59、60期 |

累積獲得合計3頭銜

## 年表
| 年份/月份 | 棋聖             | 十段           | 本因坊         | 碁聖                  | 名人           | 王座          | 天元           | 一般棋戰     | 棋道賞    | 奖金收入 (万円) | 備註                       |
| 年份/月份 | 1-3月            | 3-4月          | 5-7月          | 6-8月                 | 9-11月         | 10-12月       | 10-12月        | 一般棋戰     | 棋道賞    | 奖金收入 (万円) | 備註                       |
| --------- | ---------------- | -------------- | -------------- | --------------------- | -------------- | ------------- | -------------- | ------------ | --------- | --------------- | -------------------------- |
| 2013      |                  |                |                |                       |                |               |                | 本因坊秀策杯 |           |                 | 初段                       |
| 2014      |                  |                |                |                       |                |               |                |              | 勝率      |                 | 升二段                     |
| 2015      | 預選C 敗退       | 預選A 敗退     | 預選A 敗退     | 預選A 敗退            | 預選A 敗退     | 本戰 8強      | 預選A 敗退     | 新人王       | 勝利 新人 | 1564 (第7)      | 升三段                     |
| 2016      | C循環圈 第1升級  | 預選A 敗退     | 預選A 敗退     | 本戰 16強             | 預選A 敗退     | 最終預選 敗退 | 本戰 4強       |              |           |                 | 升四段                     |
| 2017      | B1循環圈 第2升級 | 預選A 敗退     | 預選A 敗退     | 預選A 敗退            | 預選A 敗退     | 預選A 敗退    | 本戰 4強       |              | 優秀 勝率 |                 | 直升七段                   |
| 2018      | A循環圈 第2升級  | 本戰 4強       | 最終預選 敗退  | 井山裕太 ooo 初獲頭銜 | 最終預選 敗退  | 本戰 4強      | 本戰 亞軍      | 御蔭杯       |           | 2029 (第7)      | 入段最快 取得頭銜 直升八段 |
| 2019      | S循環圈 第4      | 本戰 20強      | 最終預選 敗退  | 羽根直樹 xxoox        | 預選A 敗退     | 本戰 亞軍     | 井山裕太 oxoxx | 本因坊秀策杯 |           | 1904 (第10)     |                            |
| 2020      | S循環圈 第3      | 最終預選 敗退  | 初入循環圈 第2 | 本戰 4強              | 初入循環圈 第4 | 芝野虎丸 xxox | 本戰 16強      |              |           | 2096 (第7)      |                            |
| 2021      | S循環圈 第5降級  | 芝野虎丸 oxoxo | 循環圈 第2     | 本戰 16強             | 循環圈 第2     | 本戰 8強      | 本戰 16強      | 阿含·桐山杯  | 優秀      | 3742 (第4)      | 直升九段                   |
| 2022      | A循環圈 第2升級  | 余正麒 ooo     | 循環圈 第3     | 本戰 8強              | 循環圈 第6     | 本戰          | 本戰 16強      |              | 連勝      |                 |                            |
| 2023      | S循環圈 第3      | 芝野虎丸 xoxxx |                |                       |                |               |                |              |           |                 |                            |